# Hagbo
Hagbo är en ort i Karlskrona kommun, belägen i kommunens östra del strax öster om E22.
Hagbo är en del av den av SCB definierade och namnsatta småorten Hagbo och Björkhaga.